# Diego Dabove
Diego Omar Dabove (Banfield, 18 de enero de 1973) es un exfutbolista y entrenador argentino que jugaba como arquero. Actualmente dirige a Tigre de la Liga Profesional.

## Trayectoria

### Como futbolista
Hizo inferiores en Lanús desde los 11 a los 21 años donde integra el plantel profesional hasta 1995. Luego jugó en Argentino de Quilmes (B Metropolitana), Cañuelas FC (Primera C), Ferro de General Pico (La Pampa) (Federal A) y Sporting Club de Laboulaye (Torneo Argentino B), donde tuvo una lesión en un hombro. En julio del año 2000 recaló en Deportivo Riestra donde juega solo algunos partidos y por su lesión en el hombro se retiró del fútbol a los 27 años.

### Como entrenador de arqueros y asistente técnico
Rápidamente fue convocado por Miguel Ángel Russo para trabajar como su ayudante en Los Andes (Primera División 2000 de Argentina). Ya como entrenador de arqueros, de 2001 a 2004 estuvo en Lanús, con Daniel ‘Profe’ Córdoba, Osvaldo ‘Chiche’ Sosa, Miguel Brindisi y Carlos Ramaciotti. En 2004 estuvo en Boca Juniors con Brindisi, en 2005 en Lanús con Gorosito, en 2006 en Huracán con Chiche Sosa. 
Luego vinieron varios años con Gorosito: en 2006-07 en Rosario Central, 2007-08 en Argentinos Juniors, 2009 en River Plate, 2010 en Xerez de España y después Racing de Olavarría (como ayudante de campo). Volvió con Gorosito en 2011-12 a Argentinos Juniors y luego en Tigre, con una etapa en Independiente con Américo Gallego en 2012. Para la temporada 2013-14 hace su primera experiencia como entrenador principal en Racing de Olavarría en el Torneo Argentino A. En junio del 2014 es convocado por Diego Cocca para ser el entrenador de arqueros de Racing Club de Avellaneda, logrando en diciembre de ese año consagrarse campeón del fútbol argentino. Hasta el 30 de julio de 2015 estuvo en Racing Club entrenando a Sebastián Saja.
A partir del 1 de agosto del 2015 se incorpora a la Selección de Bahréin, dirigida por el Checho Batista, donde es contratado por dos años, buscando un lugar en el mundial.En junio del 2016, Sergio Batista rescinde el contrato y con él todo su cuerpo técnico.
Para la segunda mitad de 2016, es convocado por Gabriel Schürrer para sumarse como entrenador de arqueros de Sarmiento de Junín de la Primera División del fútbol argentino.A fines del 2016 es contratado por Arsenal de Sarandí, que incorpora a Lucas Bernardi y lo incluye en su cuerpo técnico.
En enero del 2017 es contratado por Godoy Cruz como entrenador de la reserva donde realiza una gran campaña en el primer semestre sacando al equipo de la última posición, colocándolo en mitad de tabla y dándole crecimiento a los juveniles del club. En este lapso debutan 4 jugadores y se suman otros 8 a la plantilla del primer equipo.

### Como director técnico
Su debut como entrenador en Primera División fue en 2003 en Lanús pero de forma interina y por un partido.  
El 8 de julio de 2013, Dabove fue nombrado entrenador de Racing de Olavarría, pero renunció el 15 de octubre.
El 13 de diciembre de 2017, Dabove fue nombrado entrenador principal de Godoy Cruz, en sustitución de Mauricio Larriera. En el cuadro mendocino, alcanzó el subcampeonato en la Superliga 2017-18, y la consecuente clasificación a la Copa Libertadores 2019. Es el entrenador con mejor promedio de efectividad en la historia del club mendocino en Primera División. El 8 de diciembre del 2018, dejó el club luego de que expirara su contrato.
El 13 de diciembre, asumiría como nuevo entrenador de Argentinos Juniors. Con el equipo de la Paternal, logró el 5º puesto en la temporada 2019-20 evitando el descenso, y clasificando a la Copa Libertadores 2021. En enero de 2021, presentó la renuncia tras la finalización de la Copa Diego Maradona.
El 19 de enero de 2021, asumió como entrenador de San Lorenzo. Allí, renunció al no clasificarse a los cuartos de final de la Copa de la Liga Profesional siendo que llegaba al partido contra Racing (el último de la fase de grupos de dicha copa) con tres resultados posibles para clasificar: ganar, empatar o perder por un gol de diferencia. Además, previamente, había quedado eliminado en 16avos de Copa Argentina frente a Defensa y Justicia y quedó eliminado en el repechaje de la Copa Libertadores frente a Santos de Brasil por un global de 5-3. Si bien logró clasificar a la fase de grupos de la copa Sudamericana (compartiendo grupo con Club Atlético Rosario Central, Huachipato y 12 de Octubre) al momento de dejar el club, no había podido ganar un solo partido de tres jugados y el equipo estaba virtualmente eliminado.
En agosto del mismo año, asumió en el Esporte Clube Bahia. Fue despedido el 6 de octubre, después de estar a cargo de solo seis partidos.
El 25 de octubre de 2021, es contratado para dirigir a Banfield. El 10 de mayo de 2022 el club anuncia su salida, debido a los malos resultados del equipo en la Copa Sudamericana 2022 y la no clasificación de Banfield a la fase final de la Copa de la Liga Profesional 2022.
En mayo de 2022, se anunció su llegada a Huracán. Con el equipo de Parque Patricios, logró el cuarto puesto en la Liga Profesional 2022 y clasificó a la fase 2 de la Copa Libertadores 2023. El 7 de mayo de 2023, es desvinculado del club de común acuerdo luego de una serie de malos resultados.
El 8 de junio de 2023, fue oficializado como entrenador de Instituto.El 14 de noviembre de 2024, presentó su renuncia al cargo después de una serie de malos resultados y una conflictiva relación con la hinchada de equipo.
En enero de 2025, asumió al frente de Tigre con un contrato por 12 meses.

## Estadísticas como entrenador
| Equipo                       | Div.                | Temporada           | Liga | Liga | Liga | Liga | Liga |    | Copa | Copa | Copa | Copa |   | Internacional | Internacional | Internacional | Internacional | Internacional |   | Otros | Otros | Otros | Otros |    | Totales     | Totales | Totales | Totales | Totales | Totales | Totales | Totales |
| Equipo                       | Div.                | Temporada           | PD   | G    | E    | P    | Pos. | PD | G    | E    | P    | PD   | G | E             | P             | Pos.          | PD            | G             | E | P     | PD    | G     | E     | P  | Rendimiento | GF      | GC      | Dif.    |         |         |         |         |
| ---------------------------- | ------------------- | ------------------- | ---- | ---- | ---- | ---- | ---- | -- | ---- | ---- | ---- | ---- | - | ------------- | ------------- | ------------- | ------------- | ------------- | - | ----- | ----- | ----- | ----- | -- | ----------- | ------- | ------- | ------- | ------- | ------- | ------- | ------- |
| Lanús Argentina              | 1.ª                 | 2003-04             | 1    | 0    | 1    | 0    | Inc. | -  | -    | -    | -    | -    | - | -             | -             | -             | -             | -             | - | -     | 1     | 0     | 1     | 0  | 33.33%      | 1       | 1       | 0       |         |         |         |         |
| Lanús Argentina              | Total               | Total               | 1    | 0    | 1    | 0    | -    | -  | -    | -    | -    | -    | - | -             | -             | -             | -             | -             | - | -     | 1     | 0     | 1     | 0  | 33.33%      | 1       | 1       | 0       |         |         |         |         |
| Godoy Cruz Argentina         | 1.ª                 | 2017-18             | 16   | 12   | 3    | 1    | 2.º  | 1  | 0    | 1    | 0    | -    | - | -             | -             | -             | -             | -             | - | -     | 17    | 12    | 4     | 1  | 78.43%      | 32      | 11      | +21     |         |         |         |         |
| Godoy Cruz Argentina         | 1.ª                 | 2018-19             | 14   | 7    | 2    | 5    | Inc. | -  | -    | -    | -    | -    | - | -             | -             | -             | -             | -             | - | -     | 14    | 7     | 2     | 5  | 54.76%      | 16      | 11      | +5      |         |         |         |         |
| Godoy Cruz Argentina         | Total               | Total               | 30   | 19   | 5    | 6    | -    | 1  | 0    | 1    | 0    | -    | - | -             | -             | -             | -             | -             | - | -     | 31    | 19    | 6     | 6  | 67.74%      | 48      | 22      | +26     |         |         |         |         |
| Argentinos Juniors Argentina | 1.ª                 | 2018-19             | 10   | 3    | 3    | 4    | 25.° | 11 | 4    | 5    | 2    | 6    | 3 | 1             | 2             | 1/8           | -             | -             | - | -     | 27    | 10    | 9     | 8  | 48.15%      | 27      | 26      | +1      |         |         |         |         |
| Argentinos Juniors Argentina | 1.ª                 | 2019-20             | 23   | 10   | 9    | 4    | 5.º  | 13 | 7    | 3    | 3    | 2    | 0 | 2             | 0             | 1ªF           | -             | -             | - | -     | 38    | 17    | 14    | 7  | 57.02%      | 36      | 27      | +9      |         |         |         |         |
| Argentinos Juniors Argentina | Total               | Total               | 33   | 13   | 12   | 8    | -    | 24 | 11   | 8    | 5    | 8    | 3 | 3             | 2             | -             | -             | -             | - | -     | 65    | 27    | 23    | 15 | 53.33%      | 63      | 53      | +10     |         |         |         |         |
| San Lorenzo Argentina        | 1.ª                 | 2019-20             | -    | -    | -    | -    | -    | 15 | 7    | 3    | 5    | 7    | 1 | 3             | 3             | -             | -             | -             | - | -     | 22    | 8     | 6     | 8  | 45.45%      | 26      | 28      | -2      |         |         |         |         |
| San Lorenzo Argentina        | Total               | Total               | -    | -    | -    | -    | -    | 15 | 7    | 3    | 5    | 7    | 1 | 3             | 3             | -             | -             | -             | - | -     | 22    | 8     | 6     | 8  | 45.45%      | 26      | 28      | -2      |         |         |         |         |
| Bahia · Brasil               | 1.ª                 | 2021                | 6    | 1    | 2    | 3    | Inc. | -  | -    | -    | -    | -    | - | -             | -             | -             | -             | -             | - | -     | 6     | 1     | 2     | 3  | 27.78%      | 6       | 10      | -4      |         |         |         |         |
| Bahia · Brasil               | Total               | Total               | 6    | 1    | 2    | 3    | -    | -  | -    | -    | -    | -    | - | -             | -             | -             | -             | -             | - | -     | 6     | 1     | 2     | 3  | 27.78%      | 6       | 10      | -4      |         |         |         |         |
| Banfield Argentina           | 1.ª                 | 2021                | 7    | 3    | 3    | 1    | 20.º | 1  | 1    | 0    | 0    | -    | - | -             | -             | -             | -             | -             | - | -     | 8     | 4     | 3     | 1  | 62.5%       | 10      | 5       | +5      |         |         |         |         |
| Banfield Argentina           | 1.ª                 | 2022                | -    | -    | -    | -    | -    | 14 | 5    | 4    | 5    | 4    | 1 | 0             | 3             | Inc.          | -             | -             | - | -     | 18    | 6     | 4     | 8  | 40.74%      | 19      | 19      | +0      |         |         |         |         |
| Banfield Argentina           | Total               | Total               | 7    | 3    | 3    | 1    | -    | 15 | 6    | 4    | 5    | 4    | 1 | 0             | 3             | -             | -             | -             | - | -     | 26    | 10    | 7     | 9  | 47.43%      | 29      | 24      | +5      |         |         |         |         |
| Huracán Argentina            | 1.ª                 | 2022                | 27   | 12   | 11   | 4    | 4.º  | -  | -    | -    | -    | -    | - | -             | -             | -             | -             | -             | - | -     | 27    | 12    | 11    | 4  | 58.02%      | 35      | 21      | +14     |         |         |         |         |
| Huracán Argentina            | 1.ª                 | 2023                | 15   | 4    | 4    | 7    | Inc. | 1  | 1    | 0    | 0    | 7    | 2 | 3             | 2             | Inc.          | -             | -             | - | -     | 23    | 7     | 7     | 9  | 40.57%      | 25      | 25      | +0      |         |         |         |         |
| Huracán Argentina            | Total               | Total               | 42   | 16   | 15   | 11   | -    | 1  | 1    | 0    | 0    | 7    | 2 | 3             | 2             | -             | -             | -             | - | -     | 50    | 19    | 18    | 13 | 50%         | 60      | 46      | +14     |         |         |         |         |
| Instituto Argentina          | 1.ª                 | 2023                | 8    | 3    | 2    | 3    | 18.º | 15 | 4    | 8    | 3    | -    | - | -             | -             | -             | -             | -             | - | -     | 23    | 7     | 10    | 6  | 44.92%      | 20      | 19      | +1      |         |         |         |         |
| Instituto Argentina          | 1.ª                 | 2024                | 22   | 8    | 5    | 9    | Inc. | 15 | 5    | 2    | 8    | -    | - | -             | -             | -             | -             | -             | - | -     | 37    | 13    | 7     | 17 | 41.45%      | 47      | 44      | +3      |         |         |         |         |
| Instituto Argentina          | Total               | Total               | 30   | 11   | 7    | 12   | -    | 30 | 9    | 10   | 11   | -    | - | -             | -             | -             | -             | -             | - | -     | 60    | 20    | 17    | 23 | 42.77%      | 67      | 63      | +4      |         |         |         |         |
| Tigre Argentina              | 1.ª                 | 2025-A              | 17   | 8    | 3    | 6    | 1/8  | 1  | 1    | 0    | 0    | -    | - | -             | -             | -             | -             | -             | - | -     | 18    | 9     | 3     | 6  | 55.56%      | 22      | 14      | +8      |         |         |         |         |
| Tigre Argentina              | 1.ª                 | 2025-C              | 5    | 2    | 1    | 2    | -    | 2  | 2    | 0    | 0    | -    | - | -             | -             | -             | -             | -             | - | -     | 7     | 4     | 1     | 2  | 61.9%       | 8       | 5       | +3      |         |         |         |         |
| Tigre Argentina              | Total               | Total               | 22   | 10   | 4    | 8    | -    | 3  | 3    | 0    | 0    | -    | - | -             | -             | -             | -             | -             | - | -     | 25    | 13    | 4     | 8  | 57.33%      | 30      | 19      | +11     |         |         |         |         |
| Total en su carrera          | Total en su carrera | Total en su carrera | 171  | 73   | 49   | 49   | -    | 89 | 37   | 26   | 26   | 26   | 7 | 9             | 10            | -             | -             | -             | - | -     | 286   | 117   | 84    | 85 | 50.7%       | 330     | 266     | +64     |         |         |         |         |
| 1. 2.                        |                     |                     |      |      |      |      |      |    |      |      |      |      |   |               |               |               |               |               |   |       |       |       |       |    |             |         |         |         |         |         |         |         |

#### Resumen por competencias
| Competición                    | PD  | G   | E  | P  | GF  | GC  | Dif. | Rendimiento | Mejor resultado  |
| ------------------------------ | --- | --- | -- | -- | --- | --- | ---- | ----------- | ---------------- |
| Primera División de Argentina  | 165 | 72  | 47 | 46 | 198 | 150 | +48  | 53.13%      | Subcampeón       |
| Copa Argentina                 | 14  | 8   | 2  | 4  | 24  | 14  | +10  | 61.9%       | Octavos de final |
| Copa de la Superliga Argentina | 9   | 4   | 4  | 1  | 9   | 6   | +3   | 59.25%      | Semifinales      |
| Copa de la Liga Profesional    | 66  | 25  | 20 | 21 | 74  | 64  | +10  | 47.98%      | 5.º lugar        |
| Brasileirao                    | 6   | 1   | 2  | 3  | 6   | 10  | -4   | 27.78%      | 17.º lugar       |
| Copa Libertadores              | 8   | 2   | 4  | 2  | 7   | 7   | 0    | 41.67%      | Fase previa      |
| Copa Sudamericana              | 18  | 5   | 5  | 8  | 12  | 14  | -2   | 37.04%      | Octavos de final |
| TOTAL                          | 286 | 117 | 84 | 85 | 330 | 266 | +64  | 50.7%       | Sin Títulos      |